# HD74656
HD74656 — хімічно пекулярна зоря спектрального класу A0, що має видиму зоряну величину в смузі V приблизно  8,0.
Вона  розташована на відстані близько 645,9 світлових років від Сонця.